# Androni Giocattoli/2011
Deze pagina geeft een overzicht van de Androni Giocattoli-Serramenti PVC Diquigiovanni-wielerploeg in 2011.

## Algemeen
Algemeen manager: Gianni Savio
Ploegleiders: Marco Bellini, Giovanni Ellena
Fietsmerk: Bianchi

## Renners
| Naam                 | Geboortedatum | Nationaliteit | Ploeg 2010            |
| -------------------- | ------------- | ------------- | --------------------- |
| Luca Barla           | 18-10-1976    | Italië        | Team Nippo            |
| Omar Bertazzo        | 07-01-1989    | Italië        | Beloften              |
| Alessandro Bertolini | 27-07-1971    | Italië        |                       |
| Riccardo Chiarini    | 20-02-1984    | Italië        | De Rosa-Stac Plastic  |
| Crescenzo D'Amore    | 20-04-1979    | Italië        | Elite-2               |
| Alessandro De Marchi | 19-05-1986    | Italië        |                       |
| Giairo Ermeti        | 07-04-1981    | Italië        | De Rosa-Stac Plastic  |
| Roberto Ferrari      | 09-03-1983    | Italië        | De Rosa-Stac Plastic  |
| Francesco Ginanni    | 06-10-1985    | Italië        |                       |
| Jonathan Monsalve    | 28-06-1989    | Venezuela     | Beloften              |
| Carlos Ochoa         | 14-12-1980    | Venezuela     |                       |
| Jackson Rodríguez    | 25-02-1985    | Venezuela     |                       |
| José Rujano          | 18-02-1982    | Venezuela     | Gobernación del Zulia |
| Antonio Santoro      | 13-09-1989    | Italië        | Beloften              |
| Emanuele Sella       | 09-01-1981    | Italië        | CarmioOro NGC         |
| José Serpa           | 17-08-1979    | Colombia      |                       |
| Luca Solari          | 02-10-1979    | Italië        |                       |
| Ángel Vicioso        | 13-04-1977    | Spanje        | Andalucía-Cajasur     |

## Belangrijkste overwinningen
| Ronde van San Luis 1e etappe: Roberto Ferrari 2e etappe: José Serpa 3e etappe: Roberto Ferrari Ronde van Langkawi 5e etappe: Jonathan Monsalve Eindklassement: Jonathan Monsalve | Ronde van Friuli Winnaar: José Serpa Internationale Wielerweek 2e etappe (PT): Team Androni Giocattoli 4e etappe: Emanuele Sella Eindklassement: Emanuele Sella | GP Industria & Artigianato-Larciano Winnaar: Ángel Vicioso Ronde van Italië 3e etappe: Ángel Vicioso 13e etappe: José Rujano |

1996 · 1997 · 1998 · 1999 · 2000 · 2001 · 2002 · 2003 · 2004 · 2005 · 2006 · 2007 · 2008 · 2009 · 2010 · 2011 · 2012 · 2013 · 2014 · 2015 · 2016 · 2017 · 2018 · 2019 · 2020 · 2021 · 2022